# Verderio Inferiore
Verderio Inferiore é uma comuna italiana da região da Lombardia, província de Lecco, com cerca de 2.238 habitantes. Estende-se por uma área de 3 km², tendo uma densidade populacional de 746 hab/km². Faz fronteira com Aicurzio (MI), Bernareggio (MI), Cornate d'Adda (MI), Robbiate, Ronco Briantino (MI), Sulbiate (MI), Verderio Superiore.

## Demografia
| Variação demográfica do município entre 1861 e 2011                               |
|                                                                                   |
| Fonte: Istituto Nazionale di Statistica (ISTAT) - Elaboração gráfica da Wikipedia |